# Saint-Michel (Pyrénées-Atlantiques)
Pour les articles homonymes, voir Saint-Michel.
Saint-Michel est une commune française située dans le département des Pyrénées-Atlantiques, en région Nouvelle-Aquitaine.
Le gentilé est Eiheralartar.

## Géographie

### Localisation
La commune de Saint-Michel se trouve dans le département des Pyrénées-Atlantiques, en région Nouvelle-Aquitaine et est frontalière avec l'Espagne (Communauté forale de Navarre).
Elle se situe à 121 km par la route de Pau, préfecture du département, à 56 km de Bayonne, sous-préfecture, et à 44 km de Mauléon-Licharre, bureau centralisateur du canton de Montagne Basque dont dépend la commune depuis 2015 pour les élections départementales.
La commune fait en outre partie du bassin de vie de Saint-Jean-Pied-de-Port.
Les communes les plus proches sont : 
Caro (1,3 km), Aincille (2,3 km), Saint-Jean-Pied-de-Port (3,4 km), Uhart-Cize (3,7 km), Lasse (3,9 km), Saint-Jean-le-Vieux (4,0 km), Ispoure (4,0 km), Estérençuby (4,1 km).
Sur le plan historique et culturel, Saint-Michel fait partie de la province de la Basse-Navarre, un des sept territoires composant le Pays basque,. La Basse-Navarre en est la province la plus variée en ce qui concerne son patrimoine, mais aussi la plus complexe du fait de son morcellement géographique. Depuis 1999, l'Académie de la langue basque ou Euskalzaindia divise la Basse-Navarre en six zones,. La commune est dans le pays de Cize (Garazi), au sud-est de ce territoire.
La commune est limitrophe de la Navarre en Espagne.

### Communes limitrophes
Les communes limitrophes sont  Aincille, Arnéguy, Çaro, Estérençuby, Orbaizeta, Saint-Jean-Pied-de-Port et Uhart-Cize.
| Saint-Jean-Pied-de-Port | Çaro              | Aincille    |
| Uhart-Cize              | Saint-Michel      | Estérençuby |
| Arnéguy                 | Larraun (Espagne) |             |

### Hydrographie

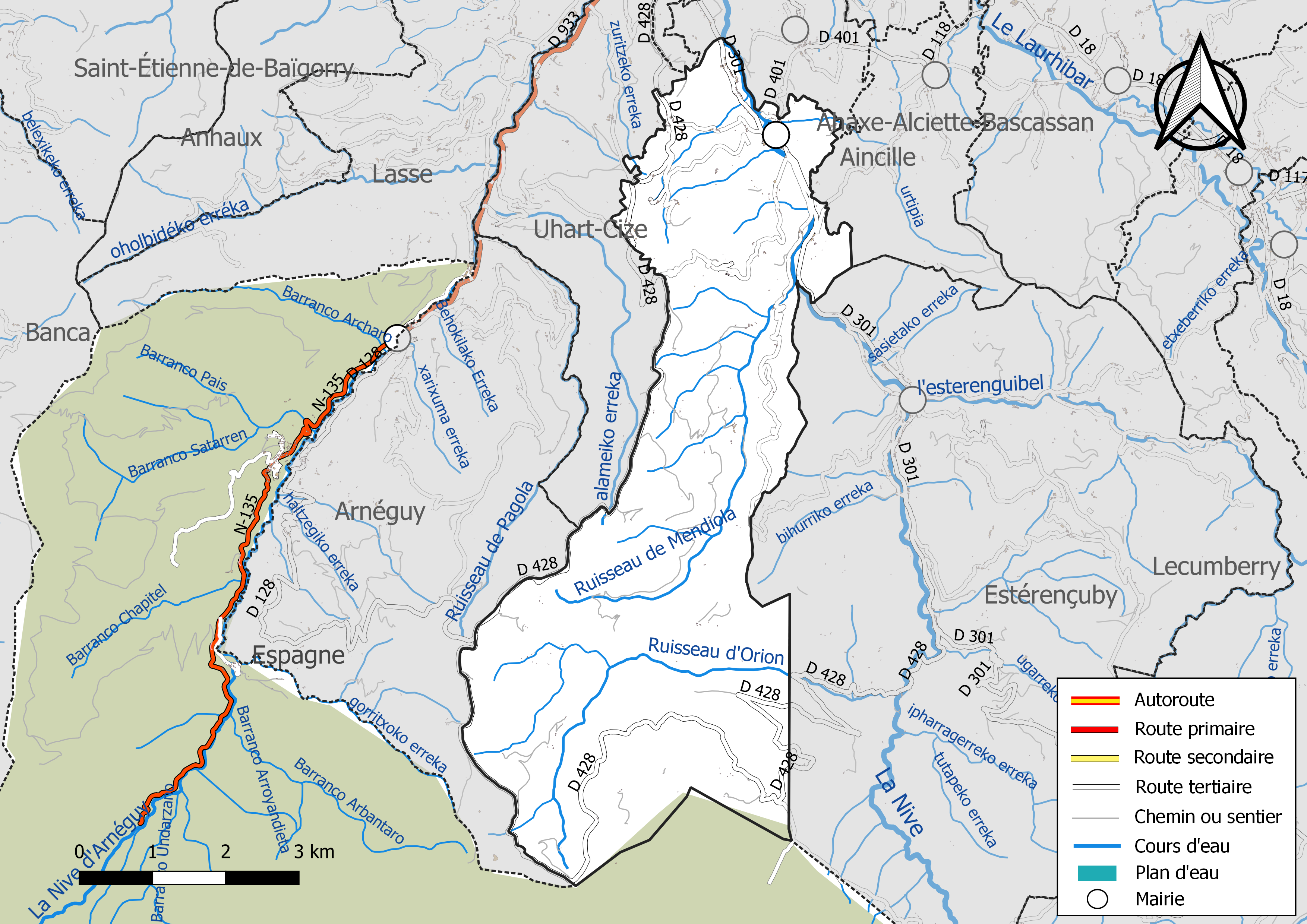
Réseaux hydrographique et routier de Saint-Michel.

La commune est drainée par la Nive, le ruisseau d'Alamey, le ruisseau de Mendiola, le ruisseau d'Orion, Latsarritako erreka, le ruisseau de Sourits, le ruisseau d'Olhaberry, l’Urtchipia, et par divers petits cours d'eau, constituant un réseau hydrographique de 37 km de longueur totale,.
La Nive, d'une longueur totale de 79,3 km, naît au pied du Mendi Zar (1 323 m), au-delà de la frontière espagnole, sous le nom de Harpeko erreka, et s'écoule du sud-est vers le nord-ouest. Elle traverse la commune et se jette dans l'Adour à Bayonne, après avoir traversé 20 communes.

### Climat
Pour des articles plus généraux, voir Climat de la Nouvelle-Aquitaine et Climat des Pyrénées-Atlantiques.
Historiquement, la commune est exposée à un micro climat océanique basque.  
En 2020, Météo-France publie une typologie des climats de la France métropolitaine dans laquelle la commune est exposée à un climat de montagne et est dans la région climatique Pyrénées atlantiques, caractérisée par une pluviométrie élevée (>1 200 mm/an) en toutes saisons, des hivers très doux (7,5 °C en plaine) et des vents faibles.
Pour la période 1971-2000, la température annuelle moyenne est de 13,3 °C, avec une amplitude thermique annuelle de 12,4 °C. Le cumul annuel moyen de précipitations est de 1 776 mm, avec 13 jours de précipitations en janvier et 10,3 jours en juillet. Pour la période 1991-2020, la température moyenne annuelle observée sur la station météorologique la plus proche, située sur la commune de Bustince-Iriberry à 6 km à vol d'oiseau, est de 13,9 °C et le cumul annuel moyen de précipitations est de 1 327,4 mm,. Pour l'avenir, les paramètres climatiques de la commune estimés pour 2050 selon différents scénarios d’émission de gaz à effet de serre sont consultables sur un site dédié publié par Météo-France en novembre 2022.

### Milieux naturels et biodiversité

#### Réseau Natura 2000
Le réseau Natura 2000 est un réseau écologique européen de sites naturels d'intérêt écologique élaboré à partir des Directives « Habitats » et « Oiseaux », constitué de zones spéciales de conservation (ZSC) et de zones de protection spéciale (ZPS).
Deux sites Natura 2000 ont été définis sur la commune au titre de la « directive Habitats », : 
- « la Nive », d'une superficie de 9 473 ha, un des rares bassins versants à accueillir l'ensemble des espèces de poissons migrateurs du territoire français, excepté l'Esturgeon européen[25] ;
- les « montagnes de Saint-Jean-Pied-de-Port », d'une superficie de 11 760 ha, une montagne à estives, espaces pastoraux d’altitude (au-dessus de 800–900 m) ouverts sur de vastes étendues[26] ;

et une au titre de la « directive Oiseaux », : 
- la « haute Cize : Pic d'Herrozate et forêt d'Orion », d'une superficie de 6 374 ha[27].

#### Zones naturelles d'intérêt écologique, faunistique et floristique
L’inventaire des zones naturelles d'intérêt écologique, faunistique et floristique (ZNIEFF) a pour objectif de réaliser une couverture des zones les plus intéressantes sur le plan écologique, essentiellement dans la perspective d’améliorer la connaissance du patrimoine naturel national et de fournir aux différents décideurs un outil d’aide à la prise en compte de l’environnement dans l’aménagement du territoire.
Deux ZNIEFF de type 1 sont recensées sur la commune, : 
la « grotte de Mikelauenzilo et alentours » (7 568,16 ha), couvrant 7 communes du département et 
la « Haute Cize : forêt d'Orion et sommet d'Erozate » (2 703,85 ha), couvrant 4 communes du département
et deux ZNIEFF de type 2,, : 
- les « montagnes de Saint-Jean-Pied-de-Port » (14 133,83 ha), couvrant 9 communes du département[31] ;
- le « réseau hydrographique des Nives » (3 596,23 ha), couvrant 33 communes du département[32].

## Urbanisme

### Typologie
Au 1er janvier 2024, Saint-Michel est catégorisée commune rurale à habitat très dispersé, selon la nouvelle grille communale de densité à sept niveaux définie par l'Insee en 2022.
Elle est située hors unité urbaine. Par ailleurs la commune fait partie de l'aire d'attraction de Saint-Jean-Pied-de-Port, dont elle est une commune de la couronne,. Cette aire, qui regroupe 22 communes, est catégorisée dans les aires de moins de 50 000 habitants,.

### Occupation des sols

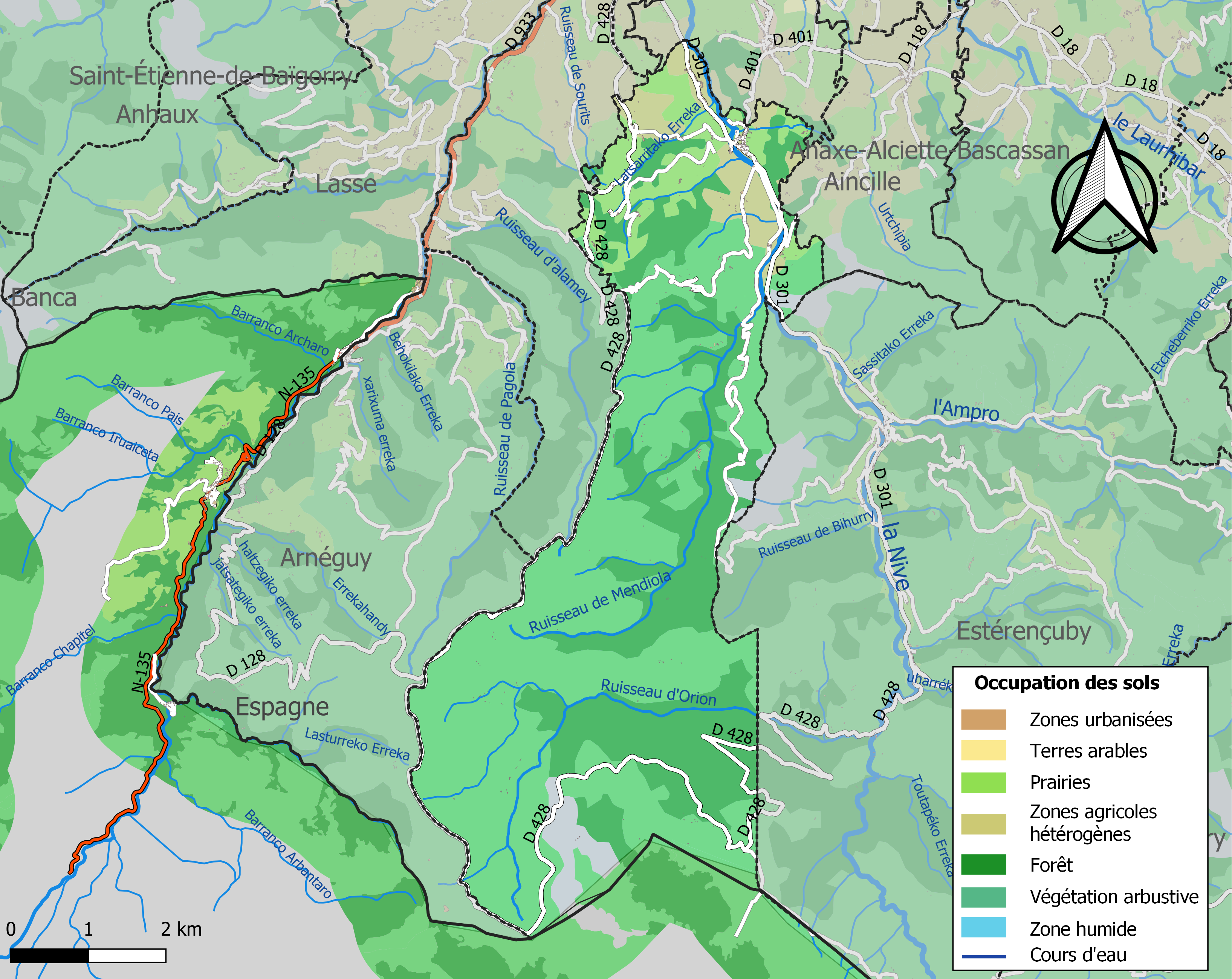
Carte des infrastructures et de l'occupation des sols de la commune en 2018 (CLC).

L'occupation des sols de la commune, telle qu'elle ressort de la base de données européenne d’occupation biophysique des sols Corine Land Cover (CLC), est marquée par l'importance des forêts et milieux semi-naturels (87,3 % en 2018), une proportion sensiblement équivalente à celle de 1990 (87,7 %). La répartition détaillée en 2018 est la suivante : 
milieux à végétation arbustive et/ou herbacée (53,4 %), forêts (30,8 %), prairies (7,4 %), zones agricoles hétérogènes (5,3 %), espaces ouverts, sans ou avec peu de végétation (3,1 %). L'évolution de l’occupation des sols de la commune et de ses infrastructures peut être observée sur les différentes représentations cartographiques du territoire : la carte de Cassini (XVIIIe siècle), la carte d'état-major (1820-1866) et les cartes ou photos aériennes de l'IGN pour la période actuelle (1950 à aujourd'hui).

### Lieux-dits et hameaux
- Château-Pignon ;
- Domingoénéa ;
- Honto ;
- Cabanes de Larrondo ;
- Orisson ;
- Sapataenia ;
- Tambourindeya ;
- Zerkupe.

### Voies de communication et transports
Saint-Michel est desservie par la route départementale D 301.

### Risques majeurs
Le territoire de la commune de Saint-Michel est vulnérable à différents aléas naturels : météorologiques (tempête, orage, neige, grand froid, canicule ou sécheresse), inondations, feux de forêts, mouvements de terrains et séisme (sismicité moyenne). Il est également exposé à un risque particulier : le risque de radon. Un site publié par le BRGM permet d'évaluer simplement et rapidement les risques d'un bien localisé soit par son adresse soit par le numéro de sa parcelle.

#### Risques naturels
Certaines parties du territoire communal sont susceptibles d’être affectées par le risque d’inondation par une crue torrentielle ou à montée rapide de cours d'eau, notamment la Nive. La commune a été reconnue en état de catastrophe naturelle au titre des dommages causés par les inondations et coulées de boue survenues en 1982, 1983, 1992, 2009, 2014 et 2019,.
Saint-Michel est exposée au risque de feu de forêt. En 2020, le premier plan de protection des forêts contre les incendies (PDPFCI) a été adopté pour la période 2020-2030. La réglementation des usages du feu à l’air libre et les obligations légales de débroussaillement dans le département des Pyrénées-Atlantiques font l'objet d'une consultation de public ouverte du 16 septembre au 7 octobre 2022,.
Les mouvements de terrains susceptibles de se produire sur la commune sont des affaissements et effondrements liés aux cavités souterraines (hors mines). Afin de mieux appréhender le risque d’affaissement de terrain, un inventaire national permet de localiser les éventuelles cavités souterraines sur la commune.

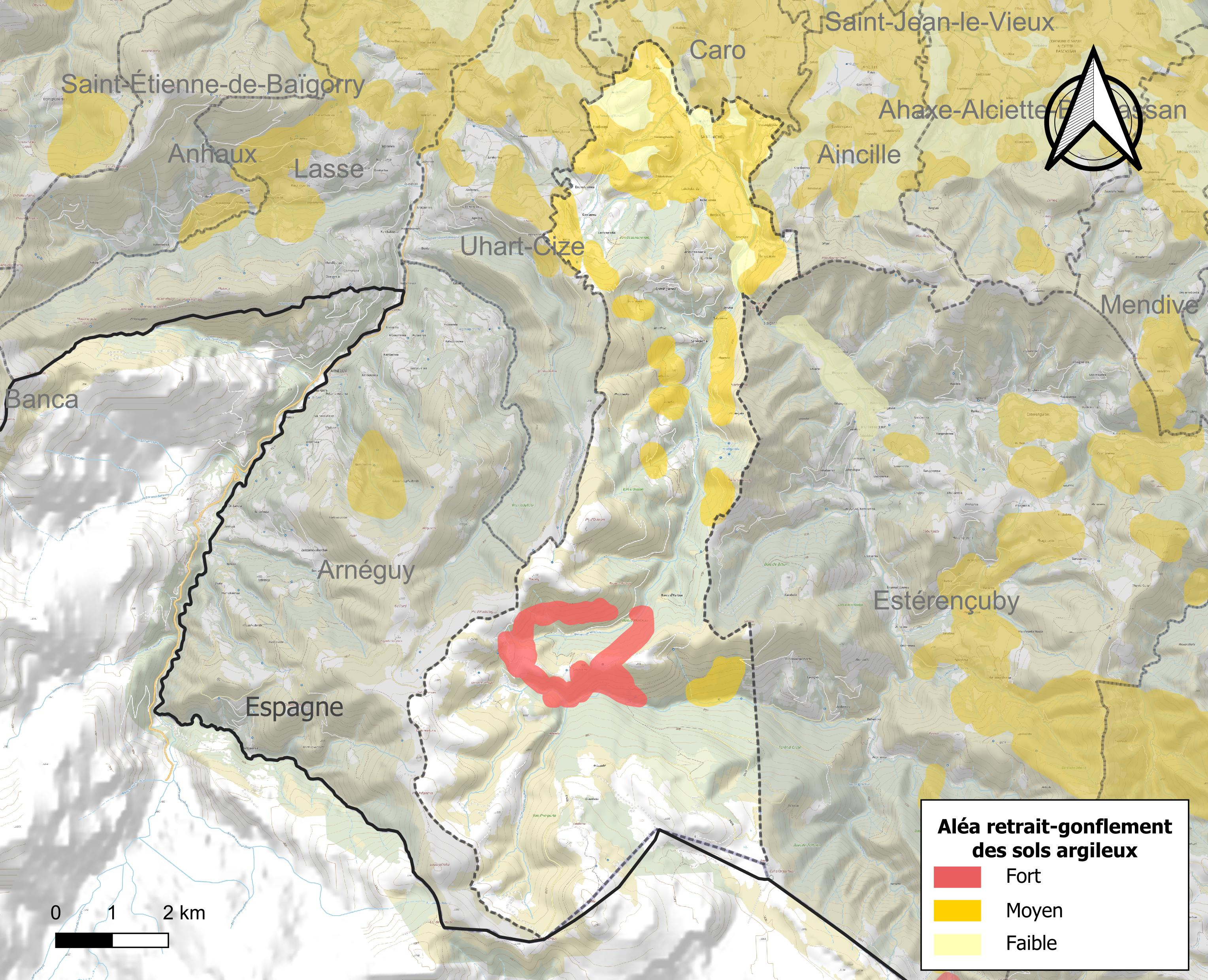
Carte des zones d'aléa retrait-gonflement des sols argileux de Saint-Michel.

Le retrait-gonflement des sols argileux est susceptible d'engendrer des dommages importants aux bâtiments en cas d’alternance de périodes de sécheresse et de pluie. 23,2 % de la superficie communale est en aléa moyen ou fort (59 % au niveau départemental et 48,5 % au niveau national). Depuis le 1er octobre 2020, en application de la loi ELAN, différentes contraintes s'imposent aux vendeurs, maîtres d'ouvrages ou constructeurs de biens situés dans une zone classée en aléa moyen ou fort,.

#### Risque particulier
Dans plusieurs parties du territoire national, le radon, accumulé dans certains logements ou autres locaux, peut constituer une source significative d’exposition de la population aux rayonnements ionisants. Selon la classification de 2018, la commune de Saint-Michel est classée en zone 2, à savoir zone à potentiel radon faible mais sur lesquelles des facteurs géologiques particuliers peuvent faciliter le transfert du radon vers les bâtiments.

## Toponymie
Mentions anciennes
Le toponyme Saint-Michel apparaît sous les formes Villa sanctis michaelis (1140), Saint-Michel-Pied-de-Port (1140, Aymeri Picaud, c'était d'ailleurs dans ce texte l'étape du côté gascon du chemin de Saint Jacques avant les ports de Cize), Sant miguel lo vieyl (1350), San-Miguel-el-Viejo en Ultra Puertos (1500, chapitre de Bayonne), Sant-Miguel (1513, titres de Pampelune), Nive-Montagne (1792) et Saint-Michel-en-Cize et Saint-Michel-d'Orisson (1975, Philippe Veyrin).
Le toponyme Château-Pignon apparaît sous les formes Pignon et Pinon (1863, dictionnaire topographique Béarn-Pays basque).
Le toponyme Orisson apparaît sous les formes Prioratus Sanctœ-Mariæ-Magdalenæ de Lorizun et Sancta-Maria-Magdalena d'Arisson (1686, collations du diocèse de Bayonne).
Graphie basque
Son nom basque actuel est Eiheralarre.

## Histoire
Philippe Veyrin signale que les actes de l'état-civil de Saint-Michel demeurèrent exclusivement en castillan jusqu'aux années 1660, tout comme à Saint-Jean-le-Vieux.
Le 11 juin 1842, la commune perd une partie de son territoire à la suite de la création de la commune d'Estérençuby.

### Combat de Château-Pignon (6 juin 1793)
Trois jours avant, au combat de Baïgorry, qui en fut comme le prélude, 700 Français avaient repoussé à la baïonnette un corps de 1 800 Espagnols qui se préparaient à revenir à la charge.
Un brouillard épais ayant obscurci l'atmosphère, le général espagnol Caro, profitant de cette circonstance, s'avança, le 6 juin, sur plusieurs colonnes avec de l'artillerie, et chercha à surprendre les avant-postes du camp français, gardés par les chasseurs cantabres que commandait le capitaine Bon Adrien Jannot de Moncey, qui, au premier coup de fusil, fit avertir le général Genetière, fondit sur l'ennemi, le renversa, et pénétra sur le grand chemin jusqu'à la hauteur de Mendihelza.
Un corps de troupes espagnoles, précédé de 6 pièces de canon, voulut s'opposer à son mouvement. Moncey, soutenu par le capitaine Jean Boudet, commandant une compagnie franche de Bordeaux, s'élança sur l'ennemi : les canonniers furent massacrés et les pièces enclouées.
Cependant, le brouillard se dissipa et permit aux Espagnols de voir le petit nombre de leurs vainqueurs. Honteux de leur méprise, protégés par une batterie de 4 canons et de 2 obusiers, ils reprirent l'offensive avec acharnement. Déjà ils étendaient leur ligne pour envelopper les Français. Moncey, qui s'aperçut de leur dessein, ordonna la retraite et se replia en bon ordre sur les retranchements. Les nouvelles recrues chargées de défendre le camp de Château-Pignon prirent peur des obus que les Espagnols lançaient sur les chasseurs. Loin d'attendre ces derniers, de se joindre à eux, elles prirent la fuite en désordre, et se retirèrent dans une seconde position qu'elle abandonnèrent presque aussitôt. Une compagnie de grenadiers arrêta néanmoins l'ennemi, et soutint pendant trois heures toute la vivacité de son feu.
Les troupes légères espagnoles tournèrent alors la droite du camp, l'entamant par une attaque vive et l'obligeant à se retirer et se précipiter dans l'intérieur des retranchements. En vain Moncey, aidé de la Genetière, fit de nouveaux efforts pour arrêter les fuyards ; il ne put y parvenir. Les Français, sur le point d'être enveloppés de toutes parts, fuirent en désordre et coururent se réfugier sous le canon de Saint-Jean-Pied-de-Port. Cet événement, si plein de péripéties bizarres, causa plus de mal aux vainqueurs qu'aux vaincus. Les Espagnols restèrent maîtres du camp de Château-Pignon, où ils trouvèrent 2 pièces de canon qui avaient été abandonnées ; mais 1 200 de leurs soldats jonchaient la terre, tandis que du côté des Français, on comptait à peine 100 morts et 200 blessés. Ce fait d'armes fit le plus grand honneur à la bravoure et au sang-froid du capitaine Moncey.

## Héraldique
| Blason | Blasonnement : Écartelé au 1 d'or à deux crosses de Roncevaux affrontées de sinople posées en pal et rangées en fasce ; au 2 de sinople à la brebis au naturel accornée d'or ; au 3 de sinople au mur de façade navarraise d'argent maçonné de sable, portillé de tenné et sommé d'une fenêtre d'argent filetée de sable ; au 4 d'or à l'aigle au vol abaissé de sable. Commentaires : Dans les armes communales de Saint Michel, les crosses croisées sont pour la Commanderie de Roncevaux et la vocation jacquaire du village. Dans le 2, le mouton évoque l'élevage ovin et le pastoralisme. L'élément architectural du 3, relatif à la maison bas-navarraise, semble quelque peu étrange. Au 4, l'aigle de sable, symbole primitif des rois de Navarre, évoque l'appartenance à l'antique royaume. |

## Politique et administration
| Période                                  | Période       | Identité             | Étiquette | Qualité |
| ---------------------------------------- | ------------- | -------------------- | --------- | ------- |
| avant 1981                               |               | Bernard Ahamendaburu |           |         |
| 1995                                     | 2001          | Pierre Etcheverry    |           |         |
| 2001                                     | décembre 2021 | Raymond Minondo      |           |         |
| 2022                                     | En cours      | Pascal Iribarne      |           |         |
| Les données manquantes sont à compléter. |               |                      |           |         |

### Intercommunalité
La commune fait partie de sept structures intercommunales :
- la communauté d'agglomération du Pays Basque ;
- le syndicat AEP d'Ainhice ;
- le syndicat d'énergie des Pyrénées-Atlantiques ;
- le syndicat de regroupement pédagogique de Saint-Michel et d'Estérençuby ;
- le syndicat intercommunal pour l'aménagement et la gestion de l'abattoir de Saint-Jean-Pied-de-Port ;
- le syndicat intercommunal pour le soutien à la culture basque ;
- le syndicat mixte du bassin versant de la Nive.

## Population et société

### Démographie
L'évolution du nombre d'habitants est connue à travers les recensements de la population effectués dans la commune depuis 1793. Pour les communes de moins de 10 000 habitants, une enquête de recensement portant sur toute la population est réalisée tous les cinq ans, les populations de référence des années intermédiaires étant quant à elles estimées par interpolation ou extrapolation. Pour la commune, le premier recensement exhaustif entrant dans le cadre du nouveau dispositif a été réalisé en 2005.

En 2022, la commune comptait 288 habitants, en évolution de −1,37 % par rapport à 2016 (Pyrénées-Atlantiques : +3,78 %, France hors Mayotte : +2,11 %).
| 1793 | 1800 | 1806 | 1821 | 1831 | 1836 | 1841 | 1846 | 1851 |
| ---- | ---- | ---- | ---- | ---- | ---- | ---- | ---- | ---- |
| 476  | 405  | 607  | 729  | 672  | 918  | 729  | 665  | 682  |

| 1856 | 1861 | 1866 | 1872 | 1876 | 1881 | 1886 | 1891 | 1896 |
| ---- | ---- | ---- | ---- | ---- | ---- | ---- | ---- | ---- |
| 565  | 555  | 548  | 510  | 565  | 550  | 524  | 484  | 493  |

| 1901 | 1906 | 1911 | 1921 | 1926 | 1931 | 1936 | 1946 | 1954 |
| ---- | ---- | ---- | ---- | ---- | ---- | ---- | ---- | ---- |
| 471  | 471  | 471  | 401  | 394  | 400  | 390  | 385  | 365  |

| 1962 | 1968 | 1975 | 1982 | 1990 | 1999 | 2005 | 2006 | 2010 |
| ---- | ---- | ---- | ---- | ---- | ---- | ---- | ---- | ---- |
| 351  | 318  | 286  | 299  | 276  | 254  | 243  | 241  | 264  |

| 2015 | 2020 | 2022 | - | - | - | - | - | - |
| ---- | ---- | ---- | - | - | - | - | - | - |
| 288  | 291  | 288  | - | - | - | - | - | - |

### Enseignement
La commune dispose d'une école élémentaire publique.

## Économie
La commune accueille la société Garazi (fabrication de fromages) qui fait partie des cinquante premières entreprises agroalimentaires du département. Saint-Michel fait partie de la zone d'appellation de l'ossau-iraty.

## Culture locale et patrimoine

### Pèlerinage de Compostelle
Les derniers kilomètres des Via Podiensis, Via Turonensis et Via Lemovicensis ainsi que l'amont du Camino navarro du Pèlerinage de Saint-Jacques-de-Compostelle passent par le territoire de la commune, en suivant la route départementake D 428 en direction des col de Bentarte, col de Lepoeder et col de Roncevaux. L'itinéraire traverse notamment le hameau de Honto.
Cet itinéraire est cependant déconseillé en cas de mauvais temps ou de fort enneigement. Il convient dans ce cas de redescendre vers Arnéguy et Valcarlos.

### Patrimoine civil
- Un gaztelu zahar (1085 m) est visible au lieu-dit Zerkupe ;
- La redoute de Château-Pignon[67] date du XVIe siècle ;
- La ferme Arzitia[68] date du XVIIe siècle tout comme la ferme Lakoa[69] ;
- La ferme Lodaenea[70] date de 1781.

|  |  |

|  |  |

### Patrimoine religieux
L'église Saint-Vincent-de-Dax date de 1905.
Le prieuré d'Orisson, dépendant anciennement de l'abbaye de Lahonce, servait d'auberge aux pèlerins de Saint-Jacques-de-Compostelle.

## Équipements
enseignement
La commune dispose d'une école élémentaire.

## Personnalités liées à la commune
- Jakes Ahamendaburu, né en 1961 à Saint-Michel, est un poète et bertsolari[72] basque français de langue basque.
- Martzel Etchehandy-Gueçamburu, né le 26 juillet 1932, désigné membre correspondant d'Euskaltzaindia, l'académie de la langue basque, le 27 juillet 1962, membre honoraire depuis le 29 janvier 2010.

## Actualités
Le 4 avril 2004, la police découvre environ 800 kg d'explosif (du chlorate d'ammonium) ainsi que du matériel permettant de fabriquer des roquettes artisanales utilisées par l'ETA, dans une bâtisse du XVIIe siècle dans le centre du bourg.